# Serge Ier de Constantinople
 (mai 2022).
Si vous disposez d'ouvrages ou d'articles de référence ou si vous connaissez des sites web de qualité traitant du thème abordé ici, merci de compléter l'article en donnant les références utiles à sa vérifiabilité et en les liant à la section « Notes et références ».
Pour les articles homonymes, voir Serge Ier.
Serge, Sergius ou Sergios Ier fut patriarche de Constantinople du 18 avril 610 à sa mort le 9 décembre 638. Il entra en fonction à l'extrême fin du règne de l'empereur Phocas, renversé et exécuté sur l'ordre d'Héraclius le 5 octobre 610. Il fut ensuite jusqu'à sa mort, pendant vingt-huit ans, l'un des principaux collaborateurs de l'empereur Héraclius, et leurs deux noms sont restés étroitement associés. Serge Ier fut l'une des plus fortes personnalités à avoir exercé la fonction de patriarche de Constantinople.

## Débuts
Serge Ier était d'origine syrienne et ses parents appartenaient sans doute à l'Église jacobite (monophysite). Il avait été diacre de la basilique Sainte-Sophie avant d'être élu patriarche.
Le 5 octobre 610, jour même de l'exécution de Phocas, Serge Ier couronna Héraclius empereur dans la chapelle Saint-Étienne du palais impérial. Aussitôt après, dans le même lieu, il célébra le mariage d'Héraclius et de Fabia Eudocia et couronna cette dernière impératrice. Fabia Eudocia mourut le 13 août 612. Quelque temps plus tard (entre 614 et 623 selon les historiens), Héraclius décida d'épouser sa nièce Martine malgré le scandale public et l'interdiction que faisait l'Église des mariages entre parents si proches. Serge Ier fit quelques remontrances, mais accepta de célébrer le mariage et de couronner Martine.

## Le rôle politique
Le patriarche joua un rôle très important dans les guerres défensives menées à cette époque, à l'est contre les Perses, dans les Balkans contre les Slaves et les Avars. En 618, l'empereur ayant manifesté sa volonté d'abandonner Constantinople comme capitale pour s'installer à Carthage, ce fut Serge Ier qui l'en dissuada. Le 25 mars 624, Héraclius et Martine quittèrent la capitale pour l'Orient afin de diriger de plus près la guerre contre les Perses. Ils n'y revinrent qu'en 628 ou au début de 629, après la victoire contre l'empire rival. Pendant cette période, auprès du très jeune empereur-fils Constantin (futur Constantin III, né en 612, couronné dès 613), Serge Ier et le maître des offices Bonus exercèrent une régence à Constantinople.
Du 29 juin au 8 août 626, la capitale fut assiégée par une immense armée composée d'Avars et de Slaves, sous le commandement du khan des Avars. Au même moment, une armée perse commandée par le général Schahr-Barâz occupait la rive asiatique du Bosphore. En ce péril extrême, Serge Ier apparut comme l'un des piliers de la résistance : il promena notamment l'icône de la Mère de Dieu de l'église des Blachernes sur les murailles et dans les rues de la ville. La piété attribua ensuite le salut de la ville à cette image de la Théotokos brandie devant l'ennemi par le patriarche. C'est aussi pendant ces événements que Serge Ier aurait composé l'« hymne acathiste à la Mère de Dieu », l'un des plus célèbres chants de la liturgie byzantine, que l'on entonne entièrement debout, sans s'asseoir (akathistos) le cinquième dimanche du carême.
Serge Ier accepta également que l'Église de Constantinople prenne sa part de l'effort de guerre : dès 612, le personnel de la basilique Sainte-Sophie fut fortement réduit ; en 622, le patriarche céda les objets en métal précieux de son trésor pour les faire fondre.
Il introduisit d'autres innovations dans la liturgie, principalement de nouveaux chants et formules destinés à exprimer une plus grande ferveur et un appel à l'aide divine dans ces temps de graves épreuves.

## Le monoénergisme
Mais Serge Ier est surtout resté célèbre par les efforts qu'il déploya pour restaurer l'unité religieuse de l'empire, déchiré par le schisme entre les partisans du concile de Chalcédoine de 451 et ceux du miaphysisme (notamment l'Église de Syrie et l'Église copte). Ces tentatives, fortement encouragées par l'empereur Héraclius, paraissaient cruciales pour souder l'empire contre les Perses, puis contre les Arabes.
Dès 616, Nicétas, cousin d'Héraclius et préfet d'Égypte, facilita au moins des pourparlers d'union entre Athanase « le Chamelier », patriarche jacobite d'Antioche, et Anastase, patriarche copte d'Alexandrie ; il s'agissait donc déjà d'unifier les rangs miaphysites, eux-mêmes fortement divisés, et l'accord conclu ne semble d'ailleurs guère avoir survécu à la mort d'Anastase (619). À peu près dans le même temps, entre 616 et 618, Serge Ier écrivit une lettre au moine copte Georges Arsas d'Alexandrie, où il proposait une formule appelée « monoénergisme », susceptible de rallier à la fois les chalcédoniens et les miaphysites ; il demandait à Georges Arsas de lui procurer des textes en appui de cette formule. Cette démarche suscita les protestations de Jean l'Aumônier, patriarche melkite d'Alexandrie. Serge Ier s'assura aussi le soutien de l'évêque melkite Théodore de Pharan, dans le Sinaï ; dans sa lettre à celui-ci, il faisait état d'une lettre, déclarée plus tard, sans preuve décisive, inauthentique par les chalcédoniens, adressée par le patriarche de Constantinople Ménas (536-552) au pape Vigile, et qui parlait d'« une opération et une volonté » (mia energeia kai mia thelêsis) en Jésus-Christ. Théodore de Pharan, déjà soucieux de la réunification des Églises, soutenait que « la volonté du Christ est une et est divine ».
Serge Ier écrivit aussi, en 622/623, à l'évêque Paul le Borgne, chef des monophysites de Chypre (essentiellement des Arméniens installés dans l'île), qu'Héraclius avait rencontré en Arménie sans parvenir à le convertir au monoénergisme. Un décret (keleusis) fut adressé par l'empereur à l'archevêque Arcadius de Chypre interdisant de parler de deux « opérations » dans le Christ.
Une étape essentielle fut la rencontre d'Héraclius avec l'évêque Cyrus de Phase, en Lazique, en 626. Cyrus écrivit à Serge Ier que le monoénergisme lui paraissait incompatible avec les formulations du pape Léon Ier. En réponse, Serge reprit la lettre attribuée au patriarche Ménas, et interpréta la phrase de Léon Ier citée par Cyrus d'une manière inaccoutumée (Agit enim utraque forma in alterius communione quod proprium est est lu en général « Chaque nature accomplit ce qui lui est propre en communion avec l'autre », utraque forma étant sujet ; Serge interpréta « [Le Christ] accomplit ce qui lui est propre avec chaque nature en communion avec l'autre », utraque forma étant complément, ce qui rend la phrase compatible avec le monoénergisme). Cyrus fut finalement converti par Serge et, après la rétrocession de l'Égypte aux Byzantins par les Perses, nommé en 631 patriarche melkite d'Alexandrie, avec mission de réunifier l'Église en Égypte ; il reçut en même temps d'Héraclius la charge de préfet d'Égypte afin de disposer de toute l'administration civile et militaire de la province.
L'installation de Cyrus à Alexandrie s'accompagna dès le début de l'éviction violente de la hiérarchie copte établie, dont le patriarche Benjamin Ier dut s'enfuir en exil. Cependant la hiérarchie orthodoxe, sous la conduite du patriarche Athanase, avait semblé accepter de se rallier, avec beaucoup d'ambiguïté, au printemps 631, mais le patriarche étant mort peu après, ce ralliement n'eut pas de suites. L'Église apostolique arménienne, de tradition miaphysite, fut aussi apparemment gagnée (accord signé en 633, mais dénoncé par les Arméniens en 649). En Égypte, Cyrus, tirant parti de ses pouvoirs de préfet, engagea une persécution violente contre les monophysites récalcitrants, mais parvint à réunir à Alexandrie, en mai/juin 633, un synode aboutissant à un pacte d'union (appelé Plêrophoria, « pleine satisfaction ») reconnaissant « une seule opération divino-humaine » (mia theandrikê energeia) et « une seule nature incarnée » (mia sesarkômenê phusis) en Jésus-Christ. Malgré les déclarations triomphales de Cyrus, relayées par Serge, il est difficile d'évaluer l'impact réel de ce texte, qui ne rallia que quelques représentants de la tendance dite « théodosienne » des miaphysites.
Fin 633 ou début 634, le moine Sophrone de Jérusalem fut élu patriarche de cette ville. C'était un adversaire du monoénergisme, qui avait dénoncé avec virulence le pacte d'union conclu à Alexandrie, mais Serge Ier, apparemment dans l'incapacité d'empêcher son élection à Jérusalem, avait obtenu de lui la promesse de cesser d'attaquer Cyrus d'Alexandrie en promulguant une « décision » ou « jugement » (Psêphos) qui déclarait que maintenant l'union réalisée, on devait cesser complètement de parler d'une ou deux « opération(s) » en Jésus-Christ (été 633). Dans le même temps, le patriarche de Constantinople avait écrit à Cyrus pour le féliciter de la Plêrophoria et des résultats qu'il avait obtenus. 
Cependant Sophrone s'en prit par lettre à l'archevêque Arcadius de Chypre, défenseur du monoénergisme, à propos des termes de la prière Trisagion (« Trois fois saint »), qui témoignaient aussi d'une tentative de conciliation avec les miaphysites ; il lui demandait de convoquer un synode des plus hautes autorités religieuses, où se rendirent Cyrus d'Alexandrie lui-même et des représentants des patriarches Serge Ier et Sophrone et du pape Honorius Ier. Ce synode n'aboutit qu'à un constat de désaccord entre les deux partis, et Sophrone, désavoué par la majorité, proclama que le monoénergisme n'était qu'un monophysisme mitigé, c'est-à-dire une hérésie.

## Le monothélisme
Tandis que Sophrone, craignant que le pape Honorius Ier ne se rallie aux partisans du monoénergisme, lui envoyait un émissaire, Serge Ier écrivit au pape une lettre où il exprimait son hostilité envers Sophrone, définissait les termes du débat de son point de vue et demandait à son destinataire de trancher la question. Le pape approuva le Psêphos de Serge et sa volonté de bannir à la fois les expressions « une seule opération », qui lui paraissait monophysite, et « deux opérations », qui lui paraissait nestorienne ; il accepta en revanche, en écho à Serge qui jugeait l'idée de « deux volontés » inadmissible, de parler d'« une seule volonté », dans la mesure où la nature humaine du Christ était exempte du péché originel et donc ne pouvait entrer en contradiction avec la volonté divine. Honorius Ier déclara en outre que, comme le disait Serge, Sophrone devait cesser de nourrir la polémique. Le pape fit ensuite part aux patriarches d'Alexandrie et de Jérusalem de son plein accord avec Serge, et en avisa celui-ci par lettre en 635.
Fort du soutien du pape contre Sophrone, Serge Ier décida de le prendre au mot : abandonnant la formule du monoénergisme (« une seule opération », mia energeia), il adopta celle du monothélisme (« une seule volonté », mia thelêsis). Il rédigea alors une nouvelle profession de foi, l'ecthèse (ekthesis, c'est-à-dire « exposition »), qui, après avoir été communiquée aux autres patriarches orientaux, fut placardée dans le narthex de la basilique Sainte-Sophie en septembre ou octobre 638. Serge Ier convoqua encore un synode à Constantinople pour avaliser l'ecthèse avant de mourir le 9 décembre de la même année.
La doctrine de l'ecthèse fut fortement défendue par les deux successeurs de Serge Ier, son ancien collaborateur Pyrrhus et ensuite Paul II. Tous deux soulignèrent que Serge Ier n'avait fait que reprendre les termes de la lettre du pape Honorius Ier. Mais les successeurs de ce dernier, à commencer par Séverin (638-640), rejetèrent l'ecthèse dès qu'ils en eurent connaissance et soutinrent qu'Honorius Ier avait été mal compris, voire qu'il avait été délibérément trompé par Serge Ier : il n'avait parlé d'« une seule volonté » qu'au sens où les deux volontés coexistant dans le Christ, correspondant à ses deux natures distinctes, ne pouvaient pas entrer en contradiction. Quoi qu'il en soit, Serge Ier et Honorius Ier furent conjointement anathémisés comme hérétiques au troisième concile de Constantinople en 681.